# خوان آنتونیو رامون
خوان آنتونیو رامون (به انگلیسی: Juan Antonio Román؛ ۱۸ سپتامبر ۱۹۴۳ – ۲۲ ژانویهٔ ۲۰۲۵) یک بازیکن فوتبال اهل اسپانیا بود.
از باشگاه‌هایی که وی در آنها سابقهٔ بازی دارد، می‌توان به باشگاه فوتبال رئال وایادولید، باشگاه فوتبال گرانادا و باشگاه فوتبال سویا اشاره کرد.